# Бісултанов Турпал Альвійович
Турпал Альвійович Бісултанов (14 жовтня 2001 , Чечня ) — російський та данський борець греко-римського стилю чеченського походження, чемпіон Європи. Молодший брат данського борця, чемпіона Європи Райбека Бісултанова.

## Спортивні результати на міжнародних змаганнях

### Виступи на Чемпіонатах світу
| Змагання                        | Збірна | Вагова категорія                 | Місце  |
| ------------------------------- | ------ | -------------------------------- | ------ |
| Чемпіонат світу з боротьби 2021 | Данія  | греко-римська боротьба, до 87 кг | 5      |
| Чемпіонат світу з боротьби 2022 | Данія  | греко-римська боротьба, до 87 кг | Срібло |

### Виступи на Чемпіонатах Європи
| Змагання                         | Збірна | Вагова категорія                 | Місце  |
| -------------------------------- | ------ | -------------------------------- | ------ |
| Чемпіонат Європи з боротьби 2021 | Данія  | греко-римська боротьба, до 87 кг | 5      |
| Чемпіонат Європи з боротьби 2022 | Данія  | греко-римська боротьба, до 87 кг | Золото |

### Виступи на інших змаганнях
| Змагання                                   | Збірна | Вагова категорія                 | Місце  |
| ------------------------------------------ | ------ | -------------------------------- | ------ |
| Тор Мастерс 2019                           | Данія  | греко-римська боротьба, до 87 кг | 4      |
| Тор Мастерс 2020                           | Данія  | греко-римська боротьба, до 87 кг | 4      |
| Чемпіонат Північної Європи з боротьби 2020 | Данія  | греко-римська боротьба, до 87 кг | Золото |
| Тор Мастерс 2021                           | Данія  | греко-римська боротьба, до 87 кг | Золото |
| Турнір Германа Каре 2022                   | Данія  | греко-римська боротьба, до 87 кг | Золото |
| Гран-прі Загребу з боротьби 2022           | Данія  | греко-римська боротьба, до 87 кг | Срібло |

### Виступи на змаганнях молодших вікових груп
| Змагання                                                 | Збірна | Вагова категорія                 | Місце  |
| -------------------------------------------------------- | ------ | -------------------------------- | ------ |
| Чемпіонат Північної Європи з боротьби серед кадетів 2017 | Данія  | греко-римська боротьба, до 76 кг | Срібло |
| Чемпіонат Європи з боротьби серед кадетів 2017           | Данія  | греко-римська боротьба, до 76 кг | 9      |
| Чемпіонат світу з боротьби серед кадетів 2017            | Данія  | греко-римська боротьба, до 76 кг | 7      |
| Чемпіонат Європи з боротьби серед кадетів 2018           | Данія  | греко-римська боротьба, до 80 кг | 20     |
| Чемпіонат Північної Європи з боротьби серед юніорів 2018 | Данія  | греко-римська боротьба, до 82 кг | Бронза |
| Чемпіонат Північної Європи з боротьби серед кадетів 2018 | Данія  | греко-римська боротьба, до 80 кг | Золото |
| Чемпіонат світу з боротьби серед кадетів 2018            | Данія  | греко-римська боротьба, до 80 кг | Бронза |
| Чемпіонат Північної Європи з боротьби серед юніорів 2019 | Данія  | греко-римська боротьба, до 87 кг | 6      |
| Чемпіонат світу з боротьби серед молоді 2019             | Данія  | греко-римська боротьба, до 87 кг | 19     |
| Чемпіонат Європи з боротьби серед молоді 2022            | Данія  | греко-римська боротьба, до 87 кг | Срібло |